# Combat de Casal Novo
Pour les articles homonymes, voir Casal.
Guerre d'indépendance espagnole
Batailles
- Astorga (03-1810)
- Ciudad Rodrigo (04-1810)
- Barquilla (07-1810)
- La Côa (07-1810)
- Almeida (07-1810)
- Villagarcia (08-1810)
- Trant
- Fuente de Cantos (09-1810)
- Buçaco (09-1810)
- Torres Vedras
- Pombal (03-1811)
- Redinha (03-1811)
- Condeixa
- Casal Novo (03-1811)
- Foz de Arouce (03-1811)
- Sabugal (04-1811)
- Fuentes de Oñoro (05-1811)
- Almeida  (04-1811)

Le combat de Casal Novo se déroula le 14 mars 1811 à Casal Novo, près de Condeixa, dans le cadre de la troisième invasion française du Portugal. Il opposa l'arrière-garde de l'armée française commandée par le maréchal Michel Ney à une division d'infanterie britannique aux ordres du général William Erskine. L'affrontement se solda par une victoire tactique mais un retrait français.

## Contexte
Durant la troisième invasion napoléonienne du Portugal en 1810, l'armée française du maréchal Masséna fut arrêtée dans sa marche sur Lisbonne par les lignes de Torres Vedras, un ensemble de fortifications destiné à protéger l'accès à la capitale portugaise. Après avoir piétiné devant les lignes pendant un mois, Masséna battit en retraite vers Santarém et Rio Maior.
Le maréchal se dirigea ensuite vers Coimbra via le fleuve Mondego afin d'y réunir des approvisionnements. Les progrès faits par les troupes anglo-portugaises de Wellington sur ses arrières, le faible moral de ses propres troupes et le manque criant de munitions contraignirent toutefois Masséna à abandonner ses projets initiaux pour se replier en direction d'Almeida. Le 13 mars, le VIIIe corps emprunta la route menant à Miranda do Corvo tandis que le maréchal Ney, avec les divisions Marchand et Mermet, continuait d'assurer l'arrière-garde de l'armée française.

## Forces en présence

### Ordre de bataille français
Les deux divisions impliquées dans le combat de Casal Novo appartenaient au VIe corps d'armée, sous le commandement du maréchal Michel Ney. Les états de situation se réfèrent à la date du 1er janvier 1811 et ne reflètent donc pas totalement la réalité, mais donnent toutefois une idée des effectifs engagés le 14 mars : 
- 1re division d'infanterie : général de division Jean Gabriel Marchand — 182 officiers et 4 805 hommes du rang
- 2e division d'infanterie : général de division Julien Auguste Joseph Mermet — 212 officiers et 6 040 hommes du rang
- Brigade de cavalerie légère : général de brigade Auguste Étienne Marie Gourlez de Lamotte — 48 officiers et 640 hommes du rang[5].

### Ordre de bataille anglo-portugais
Du côté anglo-portugais, trois divisions britanniques et une brigade portugaise indépendante furent engagées dans cette affaire,,, :
- 3e division : major-général Thomas Picton — 6 050 hommes (4 500 Britanniques et 1 550 Portugais)
- 4e division : lieutenant-général Galbraith Lowry Cole — 6 900 hommes (4 800 Britanniques et 2 100 Portugais)
- Light Division (« division légère ») : major-général William Erskine — 4 300 hommes (3 400 Britanniques et 900 Portugais)
- 1re brigade portugaise indépendante : brigadier Denis Pack — 2 100 hommes
  - Régiment d'infanterie portugais no 1 — 2 bataillons
  - Régiment d'infanterie portugais no 16 — 2 bataillons
  - Bataillon de Caçadores no 4
- Brigade de cavalerie légère : Arenschildt — 4 escadrons
  - 16e régiment de dragons légers britannique — 2 escadrons
  - 1er régiment de hussards de la King's German Legion — 2 escadrons.

## Déroulement du combat

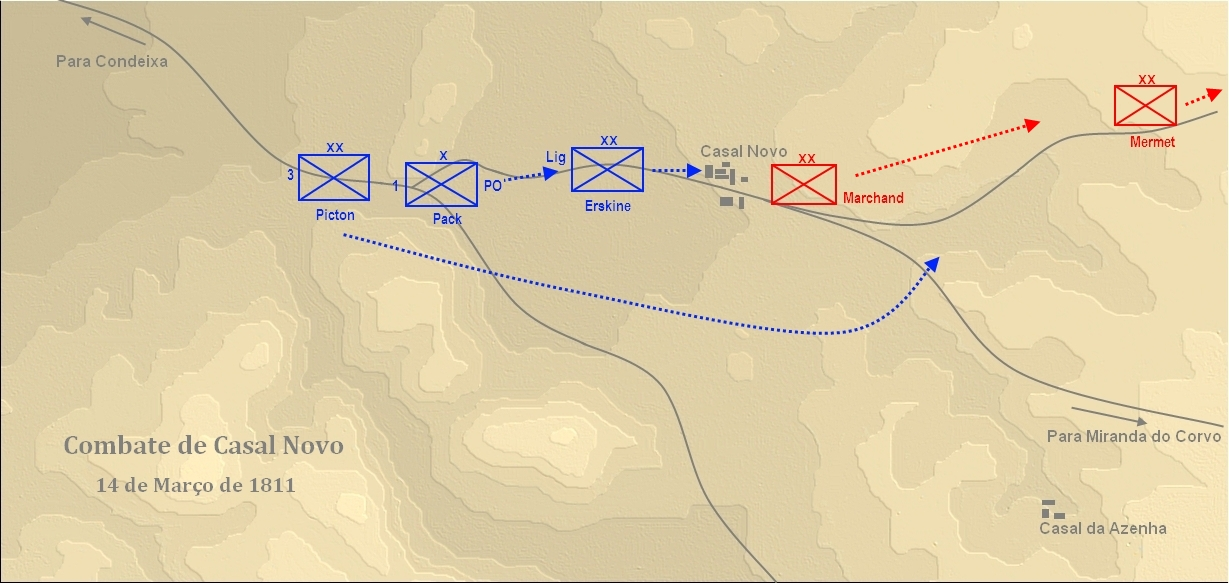
Les principaux mouvements de troupes lors du combat de Casal Novo.

Dans la nuit du 13 au 14 mars, l'avant-garde de Wellington, formée de la division légère du général Erskine, de la 1re brigade portugaise indépendante de Pack et de la brigade de cavalerie de Arenschildt, reçut l'ordre pour le lendemain de maintenir le contact avec l'arrière-garde de Masséna. Cette dernière, composée de deux divisions du VIe corps, prit position à hauteur de Casal Novo, la division Marchand en première ligne soutenue trois à quatre kilomètres en arrière par la division Mermet.
Le 14 mars, le jour se leva au milieu d'un épais brouillard matinal qui gênait considérablement la visibilité. Erskine ordonna de marcher droit à l'ennemi et la division légère, placée en tête de colonne, se dirigea sur les avant-postes français. L'attaque, menée par trois compagnies du 1er bataillon du 52e régiment d'infanterie britannique, donna au beau milieu de la division Marchand et, alors que le brouillard se dissipait enfin, les assaillants se retrouvèrent soumis au feu des unités françaises. Une charge du 3e régiment de hussards infligea des pertes sévères au 52e. À ce stade, la brigade portugaise de Pack avait pu faire sa jonction avec la 3e division de Picton sur le chemin reliant Condeixa au plateau de Casal Novo.
La division légère se trouvait alors dans une situation difficile et dut soutenir un combat prolongé pour conserver sa position. Le reste de l'avant-garde déboucha à son tour sur le champ de bataille et la 3e division commença à tourner la position française pour la couper de sa ligne de retraite. Détectant la manœuvre, Ney ordonna à Marchand de se retirer immédiatement en arrière de la division Mermet qui, débordée à son tour, se retira sans aucune perte pour les deux adversaires. Dans l'après-midi, les troupes françaises occupèrent une troisième position près du village de Chão de Lamas. Les formations anglo-portugaises l'abordèrent de la même manière que pour les deux précédentes : la 3e division contourna le flanc droit et la division légère appuyée par la brigade portugaise celui de gauche, tandis que le reste de la colonne, qui avait pu rejoindre à temps, s'élança contre le centre français. Alors que le mouvement tournant opéré par ses adversaires menaçait de mettre en péril son dispositif, Ney recula sur Miranda do Corvo, qu'il incendia pour se diriger ensuite vers Foz de Arouce.

## Conséquences
Les Alliés laissèrent sur le terrain 155 hommes (15 morts, 136 blessés et 4 disparus), dont plus de la moitié furent perdus dans des combats futiles devant Casal Novo. Les pertes françaises étaient presque trois fois plus légères : 55 tués ou blessés.